# Brève versicolore
Pitta versicolor
Espèce
Statut de conservation UICN

 LC  : Préoccupation mineure

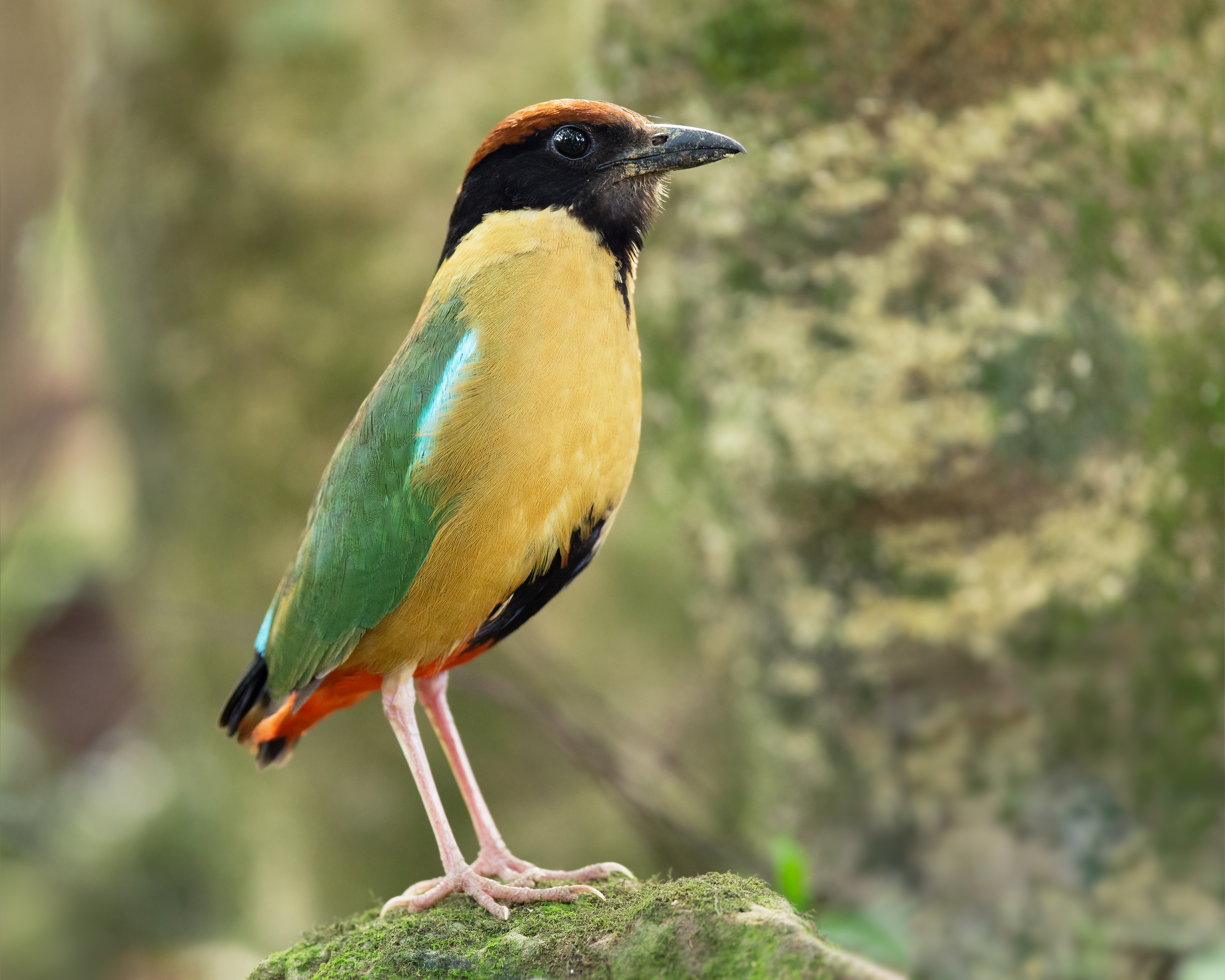
Une brève versicolore dans la région de Wollongong, Australie. Décembre 2018.

La Brève versicolore (Pitta versicolor) est une espèce de passereaux appartenant à la famille des Pittidae.
Elle peuple la façade littorale est de l'Australie et en hiver du sud de la Nouvelle-Guinée.

## Reproduction
La reproduction a lieu de septembre à janvier, mais elle débute parfois dès le mois d'août. Elle fait une nichée par an, parfois deux. Le nid est une importante structure de forme ronde, dont l'entrée est quelque peu complexe. La base de 2 à 7 cm de profondeur est faite de petits morceaux de bois secs, sur laquelle est bâti le nid à l'aide de végétaux souples et secs, principalement des feuilles, de la fougère, de la mousse, des radicelles et de l'écorce. Ce nid est façonné en forme de bol et est nettement bordé par des fougères et des radicelles noirâtres.